# 2014년 FIFA 월드컵 오세아니아 지역 예선
2014년 FIFA 월드컵 오세아니아 지역 예선은 오세아니아 대표로 월드컵 본선에 진출할 0 ~ 1개 팀을 결정하는 예선으로 3단계로 진행되며 3차 예선을 통과한 1위 팀은 북중미카리브 최종 예선 4위 팀과 대륙간 플레이오프를 홈 앤드 어웨이로 치르게 되고 승리할 경우 월드컵 본선에 진출한다. 
OFC는 적은 회원국 수와 상대적으로 낮은 FIFA 랭킹으로 인해 6개 대륙 중에서 유일하게 0.5장의 티켓이 배분되어 본선 진출권을 완전하게 보장받지 못한다. 따라서 3차 예선 1위 팀이 대륙간 플레이오프에서 패배할 경우 오세아니아 대표로 출전하는 나라가 없게 된다.
뉴질랜드가 멕시코와의 플레이오프에서 2경기 모두 패하면서 이 대회는 오세아니아 대표로 출전하는 나라가 없게 되었다.

## 참가국
오세아니아 축구 연맹 가입국 11개국 모두가 참여한다. FIFA 랭킹 상위 7개국이 2차 예선에 직행하고, 하위 4개국이 1차 예선부터 참여한다.
| 2차 예선에 직행하는 국가                                                          | 1차 예선부터 참여하는 국가                 |
| --------------------------------------------------------------------------------- | ------------------------------------------ |
| - 피지 - 누벨칼레도니 - 뉴질랜드 - 파푸아뉴기니 - 솔로몬 제도 - 타히티 - 바누아투 | - 아메리칸사모아 - 쿡 제도 - 사모아 - 통가 |

## 1차 예선
1차 예선은 2011년 11월 21일에서 26일까지 열렸으며 사모아가 2차 예선에 진출하였다.
| 팀             | 경기 | 승 | 무 | 패 | 득점 | 실점 | 득실차 | 승점 |
| -------------- | ---- | -- | -- | -- | ---- | ---- | ------ | ---- |
| 사모아         | 3    | 2  | 1  | 0  | 5    | 3    | +2     | 7    |
| 통가           | 3    | 1  | 1  | 1  | 4    | 4    | 0      | 4    |
| 아메리칸사모아 | 3    | 1  | 1  | 1  | 3    | 3    | 0      | 4    |
| 쿡 제도        | 3    | 0  | 1  | 2  | 4    | 6    | -2     | 1    |

## 2차 예선
2차 예선은 2012년 OFC 네이션스컵의 조별 리그를 겸해 2012년 6월 1일부터 10일까지 솔로몬 제도에서 열렸다. 조별 리그를 통과한 타히티, 누벨칼레도니, 뉴질랜드, 솔로몬 제도가 3차 예선에 진출하였다.

### A조
| 팀           | 경기 | 승 | 무 | 패 | 득점 | 실점 | 득실차 | 승점 |
| ------------ | ---- | -- | -- | -- | ---- | ---- | ------ | ---- |
| 타히티       | 3    | 3  | 0  | 0  | 18   | 5    | +13    | 9    |
| 누벨칼레도니 | 3    | 2  | 0  | 1  | 17   | 6    | +11    | 6    |
| 바누아투     | 3    | 1  | 0  | 2  | 8    | 9    | -1     | 3    |
| 사모아       | 3    | 0  | 0  | 3  | 1    | 24   | -23    | 0    |

### B조
| 팀           | 경기 | 승 | 무 | 패 | 득점 | 실점 | 득실차 | 승점 |
| ------------ | ---- | -- | -- | -- | ---- | ---- | ------ | ---- |
| 뉴질랜드     | 3    | 2  | 1  | 0  | 4    | 2    | +2     | 7    |
| 솔로몬 제도  | 3    | 1  | 2  | 0  | 2    | 1    | +1     | 5    |
| 피지         | 3    | 0  | 2  | 1  | 1    | 2    | -1     | 2    |
| 파푸아뉴기니 | 3    | 0  | 1  | 2  | 2    | 4    | -2     | 1    |

## 최종 예선
2차 예선을 통과한 4팀이 2012년 9월 7일부터 2013년 3월 26일까지 홈 앤드 어웨이 방식으로 경기를 펼쳐 1위 뉴질랜드가 북중미 예선 4위 팀과의 대륙간 플레이오프에 진출하였다.
| 3차 예선 규칙                                  |
| ---------------------------------------------- |
| 조 1위 팀이 대륙간 플레이오프에 진출하게 된다. |
| 조 2위 이하 팀은 탈락한다.                     |

| 팀           | 경기 | 승 | 무 | 패 | 득점 | 실점 | 득실차 | 승점 |
| ------------ | ---- | -- | -- | -- | ---- | ---- | ------ | ---- |
| 뉴질랜드     | 6    | 6  | 0  | 0  | 17   | 2    | +15    | 18   |
| 누벨칼레도니 | 6    | 4  | 0  | 2  | 17   | 6    | +11    | 12   |
| 타히티       | 6    | 1  | 0  | 5  | 2    | 12   | -10    | 3    |
| 솔로몬 제도  | 6    | 1  | 0  | 5  | 5    | 21   | -16    | 3    |

|              | 뉴질랜드 | 누벨칼레도니 | 타히티섬 | 솔로몬 제도 |
| ------------ | -------- | ------------ | -------- | ----------- |
| 뉴질랜드     | –        | 2-1          | 3-0      | 6-1         |
| 누벨칼레도니 | 0-2      | –            | 1-0      | 5-0         |
| 타히티       | 0-2      | 0-4          | –        | 2-0         |
| 솔로몬 제도  | 0-2      | 2-6          | 2-0      | –           |

## 대륙간 플레이오프
뉴질랜드는 북중미카리브 최종 예선 4위 팀과 홈 엔드 어웨이 방식의 대륙간 플레이오프를 치르게 되는데, 대륙간 플레이오프의 승자는 월드컵 본선에 진출하게 된다.
| 팀 1   | 합계 | 팀 2     | 1차전 | 2차전 |
| ------ | ---- | -------- | ----- | ----- |
| 멕시코 | 9-3  | 뉴질랜드 | 5-1   | 4-2   |

## 본선 진출팀
뉴질랜드가 대륙간 플레이오프에서 패해 탈락하면서 2014년 FIFA 월드컵에 오세아니아 대표로 출전하는 팀은 없게 되었다.